# 杉田定一
杉田 定一（すぎた ていいち、嘉永4年6月2日（1851年6月30日） - 昭和4年 （1929年）3月23日）は、日本の政治家。衆議院議長などを務めた。号は鶉山（じゅんざん）。越前国坂井郡波寄村（現在の福井県福井市波寄町）出身。

## 来歴・人物

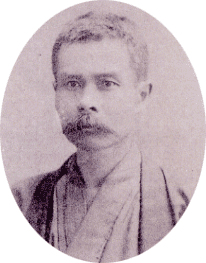
杉田定一

豪農の杉田仙十郎（1820-1893）・隆（りう、-1855）夫妻の長男として生まれる。明治元年（1868年）ごろ大阪に出て外国語や理化学を学び、その後東京の三崎嘯輔の塾でドイツ語・理化学を学んだ。明治6年（1873年）にいったん波寄村にもどり、再び各地を放浪したのち、明治8年（1875年）、東京で『采風新聞』を創刊するが、筆禍事件により収監を経験した（1876年3月禁獄6か月）。明治11年（1878年）、再興愛国社大会に参加し民権政社を結成しようと帰郷した。翌年自宅を改造して在郷子弟のための学習結社「自郷学社」を設立。同じ時期に福井県内で起こっていた地租軽減運動を指導し、民権政社自郷社を結成した。明治14年（1881年）には自由党の結成に参加した。
明治19年（1886年）7月、視察と勉学のために欧米遊学（～1888年6月帰国）。帰国後、後藤象二郎が中心となって展開していた大同団結運動に参加。明治22年（1889年）1月の福井県会議員選挙に当選し、県会議長として大日本帝国憲法発布式に参列した。明治23年（1890年）の第1回衆議院議員総選挙から衆議院議員を務め、途中1回の落選を挟んで明治末まで務めた。途中、憲政党・立憲政友会の結成に尽力して第1次大隈内閣では北海道庁長官、第1次西園寺内閣では衆議院議長を務めた。また、九頭竜川の改修に尽力し、私財の一部も寄付して工事の実現を図った。三国鉄道建設にも深く関わった。明治45年（1912年）4月2日に貴族院勅選議員に転じるが、交友倶楽部の結成を働きかけて政友会の勢力を貴族院にも広げた。後に護憲三派の結成に反対して政友本党に参加するが、晩年は政友会に復党している。
この間、明治29年（1896年6月）に福井県絹織物同業組合の委託を受け海外実業練習生として、村野文次郎とともに米国・欧州などの市場調査を行った（12月帰国）。
昭和4年（1929年3月）に東京渋谷の自宅「南郭西荘」において逝去した。法名は擁憲院鶉山定一大居士。

## 家族
- 先妻・都賀 ‐ 岡部長の娘。結婚2年で病死。[6]
- 後妻・すず ‐ 藤田四郎の妹。東京女子師範学校小学師範科卒業後教職のかたわら4児を儲けた。[6]

## 栄典
位階
- 1898年（明治31年）8月4日 - 従四位[7]
- 1929年（昭和4年）3月23日 - 正四位

勲章等
- 1915年（大正4年）11月10日 - 勲三等瑞宝章[8]
- 1929年（昭和4年）3月23日 - 勲二等瑞宝章